# Calosso (vino)
Il Calosso è un vino a DOC prodotto nei comuni di Calosso, Castagnole delle Lanze e Costigliole d'Asti.
Viene prodotto con il vitigno base Gamba Rossa, conosciuto localmente come "Gamba di Pernice".

## Tipologie
Il disciplinare prevede tre tipologie: Calosso, Calosso Riserva e Calosso Passarà (da uve passite).
Il disciplinare è stato approvato con DM il 30 novembre 2011.

## Caratteristiche organolettiche
- colore: rosso rubino, con riflessi aranciati con l'invecchiamento
- odore: delicato, fragrante
- sapore: armonico, caratteristico

## Storia
Il vitigno è molto antico; presente con esemplari sparsi tra i filari. Fino all'inizio del XXI secolo era a rischio di estinzione.

## Abbinamenti consigliati
È ideale per piatti molto speziati e ricchi di sapore.